# Giovanni Pierluigi da Palestrina
Giovanni Pierluigi da Palestrina (2 de febrer de 1525 o 1526 – 2 de febrer de 1594) va ser un compositor italià renaixentista, conegut com un dels màxims representants de l'escola romana del segle xvi. Tingué una influència duradora en el desenvolupament de la música religiosa, i sovint es considera la seva obra com la culminació de la polifonia sacra del Renaixement. Fou reconegut com el millor compositor del seu temps a Europa.
Mestre de capella del papa Juli III i, posteriorment, cantor de la capella Sixtina de Roma, és considerat un dels principals músics de la Contrareforma. Les seves obres són sovint descrites com a profundes, sòbries i transparents. Prenent el llegat de la tradició polifònica de Lasso i Byrd, va arribar a escriure més de cent misses, entre les quals destaca la Missa Papae Marcelli, trenta-cinc magníficats i centenars de motets i madrigals.

## Biografia
Va néixer a Palestrina, població propera a Roma cap al 1525, que en aquells dies formava part dels Estats Vaticans. Les seves aptituds musicals el van portar de nen a formar part del cor de la Basílica de Santa Maria la Major (Santa Maria Maggiore) de Roma; va estudiar amb Robin Mallapert, Claude Goudimel, Robert de Fevin, Giaccomo Coppola i Firmin Lebel. De jove, cap al 1544, retornà a Palestrina per exercir d'organista de la catedral de la ciutat, sota l'advocació de Sant Agapit, on va romandre fins a l'any 1551.

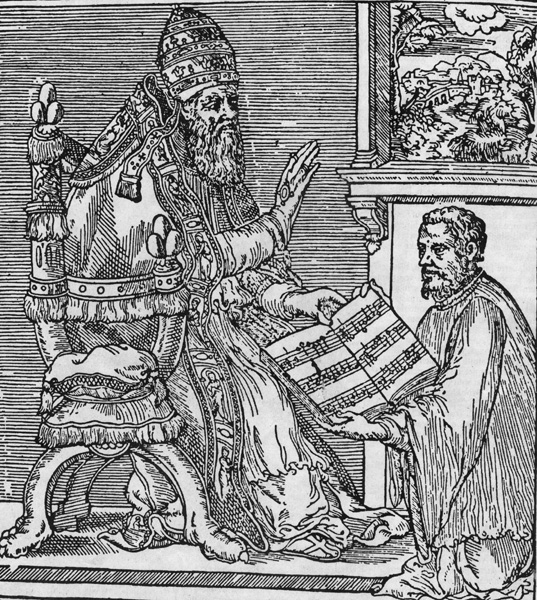
Frontispici del missal de Giovanni Pierluigi da Palestrina, dedicat a Juli III. S'hi mostra el compositor presentant aquesta obra al Papa

Quan el bisbe de Palestrina va accedir al tron papal amb el nom de Juli III, l'any 1551 va nomenar el jove Pierluigi da Palestrina mestre de capella de la Cappella Giulia i cantor de la Capella Sixtina del Vaticà, tot proporcionant-li una gran protecció i obviant la seva condició de seglar casat. Tres anys més tard, el 1554, Palestrina va publicar el seu primer llibre de misses. Dedicat a Juli III, aquest fou el primer llibre de misses d'un compositor italià del qual es té constància. Palestrina també va gaudir de la protecció del successor de Juli III, Marcel II, qui també l'havia protegit mentre era cardenal. El seu curt mandat (22 dies) no va evitar que Palestrina l'homenatgés amb una de les seves obres més cèlebres, la Missa Papae Marcelli, a sis veus, interpretada per primer cop a Roma el 21 d'abril de 1565. Tanmateix, el compositor va deixar de gaudir del favor papal amb l'ascens de Pau IV a la càtedra vaticana, ja que aquest el va destituir del seu càrrec, segons alguns per ser poc adequada la seva condició de casat, segons altres, per haver escrit madrigals que eren peces de caràcter profà; possiblement fou per ambdues raons.
El 1555 va ser nomenat successor d'Orlando di Lasso com a mestre de capella de Sant Joan del Laterà, on el 1560, segons la tradició, va escriure els seus Improperis. Poc després, l'any 1560, va abandonar el càrrec d'aquesta església romana arran d'una discussió sobre el finançament dels músics, i el 1561 va passar a ser el mestre de capella a Santa Maria la Major, a Roma, on ell s'havia format de nen, i on va tenir entre altres alumnes destacats a Giovanni Andrea Dragoni. El 1563 va publicar el seu primer llibre de motets. Per aquells anys ajudà al seu company i compositor, Giovanni Maria Nanino a fundar una Acadèmia de música, que amb el temps agafà gran renom i on es conservaren els seus plantejaments musicals.
Palestrina es va mostrar sempre insatisfet amb les reformes de la litúrgia sacra dictades pel Concili de Trento, les quals van convertir en no canòniques algunes de les seves misses i altres obres primerenques, esquitxades d'interposicions profanes alienes al text oficial. Per aquest motiu i recolzant-se en la seva pròpia fama, Palestrina va dimitir del seu càrrec per passar, l'any 1567, al servei del cardenal Ippolito d'Este, que mantenia la seva pròpia capella. En aquesta època també se li va proposar d'ésser el mestre de capella de la cort de l'emperador Maximilià (càrrec que declinà), i també va gaudir de la protecció de la Casa de Gonzaga a Màntua. Finalment, el 1571 va tornar a assumir la direcció de la Cappella Giulia a la Basílica de Sant Pere del Vaticà, on va acabar els seus dies amb el càrrec creat per a ell de Compositor de la Capella Papal. El succeí en aquest càrrec Rogerio Giovanelli (1560-1615).
Palestrina va perdre dos dels seus tres fills, la seva esposa —Lucrezia Gori, amb qui s'havia casat el 1547— i a tres germans l'any 1580, a causa de les grans epidèmies. En plena crisi va decidir de fer-se sacerdot però finalment hi va renunciar per casar-se amb la rica vídua romana Virgínia Dormoli, amb qui va tenir èxit comerciant pells. Més alleugerit econòmicament, va poder compondre i publicar algunes de les seves millors obres. Tot i això, Pau IV no tolerava la presència de casats als cors vaticans i Palestrina va haver d'allunyar-se del Vaticà, tot i que va continuar vinculat a les capelles de Sant Joan del Laterà i Santa Maria la Major. El 1571 va recuperar el seu càrrec a Sant Pere del Vaticà, on va romandre fins a la seva mort.
El seu prestigi s'estenia per Europa; era molt famós i la seva reputació encara s'incrementà més després de la seva mort. Va morir d'una pleuritis el 1594 i, d'acord amb el costum de l'època, fou enterrat el mateix dia de la seva mort, en un taüt llis amb una placa de plom que resava Libera me Domine. Al funeral, multitudinari, tres cors van cantar un salm de cinc parts.

## Obres

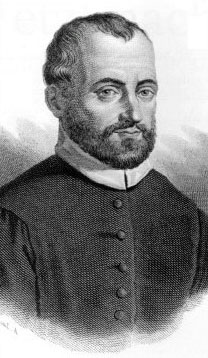
Palestrina

Les obres de Palestrina destaquen per la claredat aconseguida, deixant la melodia a les mans de la veu superior i ajustant amb precisió el ritme del discurs, aspectes tècnics que contribueixen a la perfecta comprensió del text. Genera admiració la bellesa que aconsegueix generar en un marc tan limitador com és el de les estrictes normes litúrgiques promogudes pel concili.
Palestrina va ser l'autor de centenes de composicions, que inclouen 104 misses (entre les quals destaquen la Missa Papae Marcelli, dedicada al Papa Marcel II, successor de Juli III; i la missa de L'homme armé), 68 ofertoris, més de 140 madrigals religiosos i seculars, 8 ricercari i uns 375 motets (on destaquen, a més dels Improperia, un famós Stabat Mater i les 29 peces del Càntic dels Càntics de Salomó). De fet, el motet va assolir la seva màxima esplendor al segle xvi gràcies a Palestrina, i també a Orlando di Lasso i Tomás Luis de Victoria.
A més, també va compondre un mínim de 72 himnes, 35 magníficats, 11 lletanies i quatre o cinc conjunts de lamentacions. La seva actitud respecte als madrigals va ser una mica enigmàtica: mentre al prefaci de la col·lecció dels 29 motets del Càntic dels Càntics (1584) va renunciar a l'ús de textos profans, tot just dos anys després va servir-se'n —en text imprès— al segon llibre dels seus madrigals seculars, essent alguns d'ells algunes de les millors composicions d'aquest gènere. Palestrina va publicar dues col·leccions de madrigals amb textos profans, una l'any 1555 i l'altra l'any 1586. Les altres dues col·leccions de madrigals eren de caràcter espiritual, un gènere molt apreciat pels partidaris de la Contrareforma. És considerat com un dels més eminents autors de música religiosa catòlica. Tota la seva obra és polifònica i de caràcter sacre, destinada a acompanyar la litúrgia catòlica. L'excepció en són un cert nombre de madrigals profans.
Les misses de Palestrina mostren com el seu estil compositiu va variar al llarg del temps: bona part (més de 70) de les seves primeres misses estan compostes sobre el Cantus Firmus de les melodies gregorianes; mentre que les misses més tardanes es basen en composicions polifòniques. La Missa sine nomine va resultar especialment atractiva a Johann Sebastian Bach, qui la va estudiar i interpretar mentre componia la Missa en si menor. La majoria de les misses de Palestrina es van publicar en 13 volums entre 1554 i 1601, essent els set darrers publicats després de la seva mort.
Una de les misses més destacades de Palestrina és la Missa Papae Marcelli, històricament associada a informació errònia sobre el Concili de Trento. Segons la llegenda, Palestrina va compondre la missa per persuadir el Concili de Trento que una prohibició draconiana de l'ús de la polifonia en la música sacra era innecessari, ja que amb aquesta obra Palestrina pretenia demostrar al col·legi cardenalici que les composicions complexes també podien presentar un text intel·ligible en ésser cantat. Tanmateix, la recerca recent ha suggerit que la missa es va compondre abans que els cardinals acordessin debatre la prohibició (possiblement fins uns deu anys abans). Les dades històriques indiquen que el Concili de Trento, en tant que institució oficial, mai no va prohibir la música religiosa ni va elaborar cap normativa o declaració oficial respecte a aquest tema. Aquesta llegenda va sorgir d'alguns participants del concili, que discutiren les seves idees amb interlocutors no informats de les deliberacions del concili. Aquests rumors i opinions transmutaren al llarg dels segles en contes de ficció, arribaren a la lletra impresa i sovint es transmeteren —de manera errònia— com fets històrics. Per bé que es desconeixen les motivacions de Palestrina a l'hora de compondre aquesta obra, és possible que fos conscient de la necessitat d'un text intel·ligible. Tanmateix, sembla que això no fou per satisfer cap doctrina pròpia de la Contrareforma, ja que no existia una doctrina així. La Missa Papae Marcelli va ser una obra tan destacada que l'any 1600, Francesco Giovanni Anerio en feu una gran adaptació perquè es pogués cantar a quatre veus.
L'estil característic de Palestrina es mantingué consistent des dels anys 60 del segle xvi fins al final de la seva vida. La hipòtesi de Roche, que considera que l'aparent manca de passió de Palestrina vers textos expressius o emotius podia raure o bé en el gran nombre d'encàrrecs als quals hagué de fer front o bé en una decisió deliberada del mateix compositor, que pogué considerar que l'expressió intensa de les emocions resultava inapropiada en la música religiosa, no ha estat confirmada pels historiadors.

### La Missa Papae Marcelli
La Missa Papae Marcelli consisteix, com la majoria de les misses del Renaixement, d'un Kyrie, Gloria, Credo, Sanctus, Benedictus i Agnus Dei, tot i que la tercera part de l'Agnus Dei és un moviment independent, anomenat Agnus II. La composició de la missa és lliure, no es basa en el cantus firmus, i és per aquest motiu que la missa no és tan consistent temàticament com la resta de misses de Palestrina basades en el cantus firmus.
Es tracta d'una missa a sis veus, però les combinacions de veus varien al llarg de l'obra. Així doncs, l'Agnus II està compost a set veus, i l'ús simultani de totes les veus es reserva per a moments específics de l'obra. La composició és de caràcter monorrítmic i declamatòria, on el text se solapa en poques ocasions per tal que sigui el màxim d'intel·ligible durant la seva interpretació, a diferència del que acostuma a ocórrer a les misses del segle xvi. Com en la majoria d'obra contrapuntística de Palestrina, les veus tenen una progressió gradual, i la veu principal segueix les normes dels modes propis de la música diatònica, codificada pel teòric Gioseffo Zarlino.
Després d'escoltar aquesta missa, el cardenal Carles Borromeo va afirmar: «Aquests són els càntics que l'apòstol Joan va sentir a l'alegre Jerusalem celestial i que un altre Joan [Giovanni] ens porta com a fruit de la seva inspiració».

#### Anàlisi

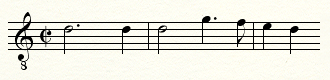
Model principal de la Missa Papae Marcelli, al principi del Kyrie

La Missa Papae Marcelli no empra —que se sàpiga— cap model preexistent. Aquesta composició empra clarament el model d'un interval de quarta (creixent) i un retorn gradual. És en certa manera similar a l'obertura de la cançó secular francesa de L'Homme armé, tema molt emprat en misses del Renaixement, però això és possiblement degut a una coincidència casual en tant que aquest és un tema habitual a les misses del segle xvi, i el mateix Palestrina va emprar-lo en altres misses.
El Kyrie presenta una polifonia que imita l'estil primerenc de Palestrina, basat en el tema principal. És als moviments intermedis on Palestrina aplica l'estil més senzill determinat per les exigències del Concili de Trento. Richard Taruskin descriu el Credo com "una sèrie de cèl·lules de cadència estratègicament planificada… cadascuna expressada mitjançant un fragment de text declamat monòdicament per una part del cor… i arrodonit amb una cadència bellament composta." El text és perfectament comprensible, ja que la decoració melòdica es limita a les síl·labes més llargues. Cada frase és interpretada per una selecció diferent de veus.
El Sanctus comença amb frases molt curtes amb la cadència en Do major. Les succeeixen frases més llargues sobre Fa major, Re major i Si major, i després la música retorna al Do major a tall de conclusió. Aquesta fou una tècnica innovadora, ja que empra una planificació tonal per mantenir l'avenç de la composició.
L'Agnus Dei retorna a la polifonia imitativa del Kyrie (l'obertura de l'Agnus Dei I repeteix la del Kyrie). Com era habitual al segle xvi, Palestrina afegeix una veu a l'Agnus Dei II, de tal manera que aquest moviment és interpretat per set veus que interpreten un cànon de tres parts que comença amb el tema principal de l'obra.

## Llegat

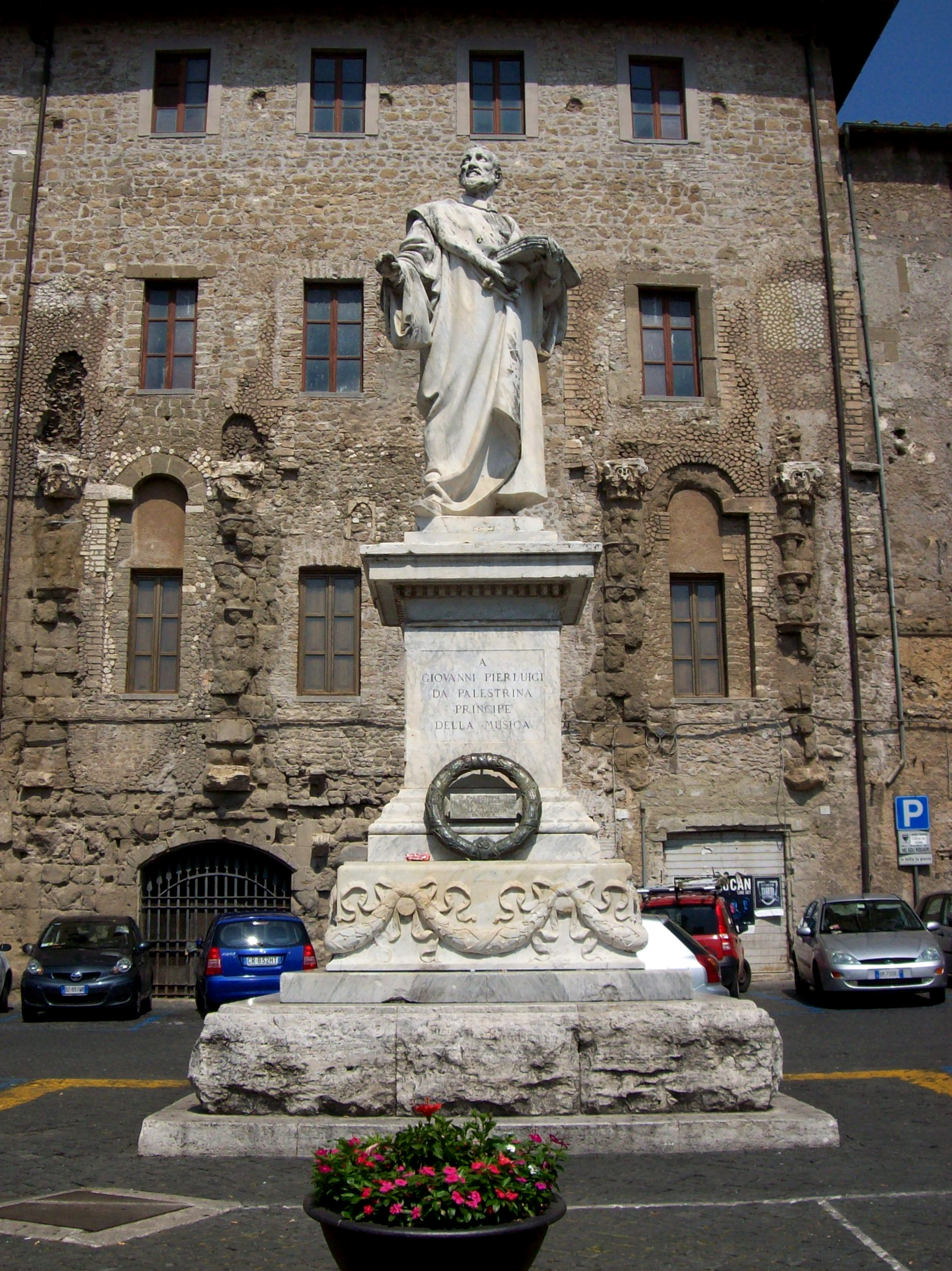
Estàtua de Pierluigi da Palestrina, a Palestrina

Una de les característiques distintives de la música de Palestrina és que les dissonàncies són típicament relegades a les pulsacions febles de les composicions. Aquest fet genera un tipus de polifonia més suau i consonant, que actualment es considera característica de la música renaixentista tardana, arran de la posició predominant de Palestrina entre els compositors musicals europeus que seguiren els passos de Josquin Des Prés, juntament amb Orlando di Lasso. L'estil de Palestrina és la base del contrapunt renaixentista que avui s'imparteix als conservatoris, gràcies sobretot als esforços del compositor i teòric del segle xviii Johann Joseph Fux, qui en un llibre titulat Gradus ad Parnassum (Graons al Parnàs, 1725), va codificar les tècniques compositives de Palestrina com una eina pedagògica pels estudiants de composició. Fux va crear el terme species counterpoint, que estableix una sèrie de passos on els estudiants poden treballar combinacions de veus progressivament més elaborades tot complint determinades normes. Malgrat tot, Fux va cometre diversos errors estilístics, que foren corregits per autors posteriors, sobretot Knud Jeppesen i Morris. Si intentem aplicar les normes de Fux a la mateixa música de Palestrina, es trobaran nombroses ocasions on concorden perfectament, però també en moltes altres on s'han hagut de trencar àmpliament.
Segons Fux, Palestrina va establir i seguir quatre principis bàsics:
- El flux de la música és dinàmic, no rígid o estàtic.
- La melodia ha de contenir pocs espais entre notes (segons Jeppesen: la línia és el punt de sortida de l'estil de Palestrina)[22]
- Si hi ha un espai entre notes, ha d'ésser petit i ràpidament contrarestat amb un moviment gradual en sentit contrari.
- Les dissonàncies s'han de limitar a les notes de pas i a les pulsacions dèbils. Si una dissonància s'escau en una pulsació forta, s'ha de resoldre immediatament.

Molta de la recerca sobre Palestrina es va realitzar al segle xix, de la mà de Giuseppe Baini. Aquest va publicar una monografia l'any 1828 que va tornar a fer de Palestrina un personatge destacat de la història de la música i va reforçar la llegenda existent que afirmava que era el Salvador de la música sacra durant les reformes del Concili de Trento. La monografia presenta molts dels trets característics de les hagiografies del segle xix, per bé que aquesta ha perdurat fins a l'actualitat. L'òpera Palestrina, de Hans Pfitzner, mostra aquesta actitud tan pròpia dels temps romàntics en el seu punt àlgid. Tanmateix, actualment i gràcies a la descoberta i publicació d'una bona part de música inèdita d'altres compositors renaixentistes, s'ha pogut situar la figura i l'obra de Palestrina en el context històric. Per bé que Palestrina representa la música renaixentista tardana, altres compositors com Orlando di Lasso, un compositor francoflamenc que també va desenvolupar part de la seva carrera inicial a Itàlia, o William Byrd foren també molt versàtils. La recerca dels segles xx i xxi manté la concepció que Palestrina va ser un compositor molt destacat i refinat, llur música representa el punt àlgid de la perfecció tècnica, tot remarcant que alguns dels seus contemporanis van tenir una vàlua similar en el marc de la polifonia suau. Així doncs, compositors com Lassus, Byrd o fins i tot Tomás Luis de Victoria han vist incrementada la seva reputació en temps recents.
Palestrina fou famós en vida, i la seva reputació cresqué notablement després de la seva mort. La música més conservadora de l'escola romana es continuà component a la seva manera (coneguda al segle xvii com la prima pratica), de la mà de deixebles com Asprilio Pacelli, Annibale Stabile, Giovanni Maria Nanino, Ruggiero Giovanelli, Alessandro Romano, Arcangelo Crivelli, Teofilo Gargari, Francesco Soriano i Gregorio Allegri. També s'ha considerat que Salvatore Sacco podia haver estat un deixeble de Palestrina, així com Giovanni Dragoni, qui després esdevingué mestre de capella de l'església de Sant Joan del Laterà.
La música de Palestrina es continua interpretant i enregistrant sovint, en tant que proporciona models per l'estudi del contrapunt. Hi ha dues edicions exhaustives de l'obra de Palestrina: per una banda, una de 33 volums, publicada per Breitkopf i Härtel a Leipzig entre 1862 i 1894, editada per Franz Xaver Haberl. Per l'altra, una de 34 volums publicada a mitjan segle xx de la mà de Fratelli Scalera a Roma, editada per Raffaele Casimiri i altres.
Així doncs, Giovanni Pierluigi da Palestrina és reconegut com un dels grans compositors del Renaixement. Diverses ciutats italianes li han dedicat carrers o avingudes, incloent-hi Milà, Roma, Florència, Càller i Trieste.